# Kober 5 BB

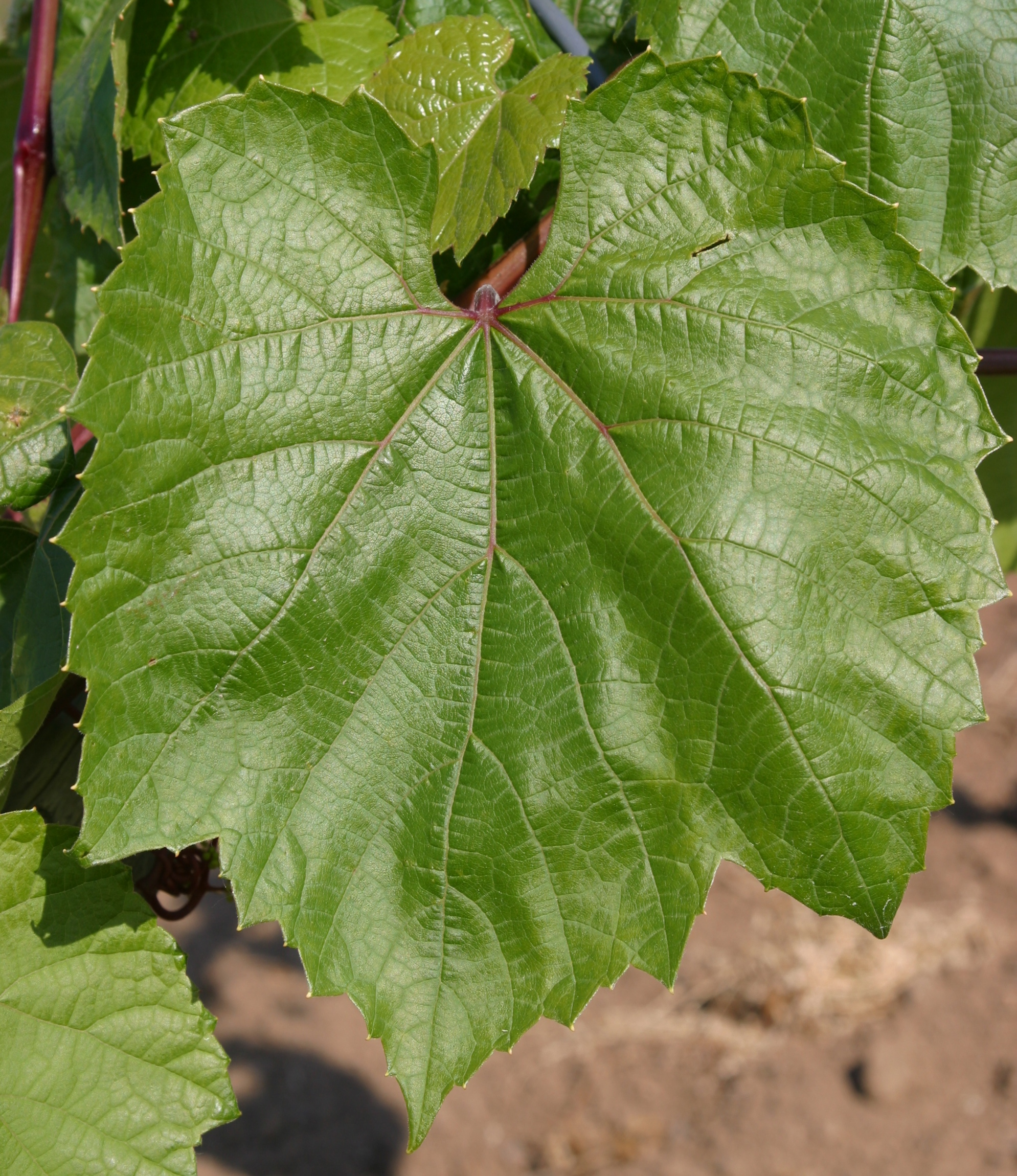
Kober 5BB

Le Kober 5BB ou Teleki-Kober 5BB est un porte-greffe utilisé en viticulture.

## Origine
Le Kober 5BB est issu d'une hybridation inter-spécifique entre Vitis riparia et Vitis berlandieri faite en Hongrie par Sigmund Teleki. 

## Caractères ampélographiques
Il possède un bourgeonnement semi ouvert.

## Aptitudes

### Adaptation au terroir
Ce porte-greffe est particulièrement tolérant à l'humidité printanière des sols, tout en supportant une relative sècheresse estivale. En terrain calcaire, il pousse jusqu'à 20 % de calcaire actif et accepte un indice de pouvoir chlorosant de 30. 

Il convient bien aux terrains argilo-calcaires humides et compacts.
Il est très résistant au phylloxera gallicole.

### Aptitude au greffage
Il confère une grande vigueur au greffon, induisant un retard de maturité. 
Parmi les virus responsables de l'enroulement de la vigne, l'un d'entre eux induit une incompatibilité a greffage avec le Kober 5 BB.

## Sources